# Monasterio de San Pedro de las Dueñas
El monasterio de San Pedro de las Dueñas es un monasterio de monjas benedictinas situado en la localidad española de San Pedro de las Dueñas (León), a la que da nombre y la cual se encuentra en la vega del Cea y a pocos kilómetros de Sahagún. Su fundación se remonta al siglo X, aunque el actual edificio del monasterio es del siglo XVIII. La primitiva iglesia aún se conserva, siendo la parte más valiosa artísticamente de todo el conjunto. Se trata de una edificación de estilo románico-mudéjar del siglo XII que se comenzó a construir en piedra y se terminó en ladrillo.
En 2015, en la aprobación por la Unesco de la ampliación del Camino de Santiago en España a «Caminos de Santiago de Compostela: Camino francés y Caminos del Norte de España», España envió como documentación un «Inventario Retrospectivo - Elementos Asociados» (Retrospective Inventory - Associated Components) en el que en el n.º 1435 figura el monasterio benedictino de San Pedro de las Dueñas.

## Historia
Su historia arranca el año 973, cuando doña Salomona y una hermana edificaron un monasterio en el lugar de Villapedro, el cual vendieron al mayordomo de Ramiro III, quien lo puso bajo la dependencia del monasterio de Sahagún. Se hablaba entonces de "domnas Sancti Facundi".
El monasterio de San Pedro de las Dueñas gozó del aprecio de la realeza y la nobleza de la época, siendo incontables sus privilegios, como los otorgados por Alfonso VII en 1132, y posesiones de tierras y vasallos. Su nombre puede provenir también de la gran cantidad de damas de la nobleza leonesa y castellana que tomaron allí los hábitos o ingresaron en él para su educación.
Se puede señalar la fecha de 1109 como el comienzo de las obras de la iglesia, bajo un experto arquitecto y siguiendo la norma de los primeros tramos del templo de San Isidoro de León, con la misma disposición de cabecera de tres ábsides y dos tramos de naves, con pilares principales y secundarios intercalados. A finales del siglo XII se cambió de plan sustituyendo los sillares por ladrillos en el resto de la edificación, según el modelo de San Tirso de Sahagún. Por entonces se hizo una nueva disposición del templo, tabicando los huecos de separación entre la nave central y la del Evangelio, dejando para las monjas la nave mayor y la del Sur, y para servicio parroquial la lateral del Norte, a la que se adosó un pórtico.
La iglesia sufrió importantes reformas en el siglo XVI. Se añadieron nervios de yeso a la capilla mayor, se tapó el ábside con un retablo y se encalaron las paredes. Hoy en día podemos ver el templo en su estado primitivo, con los sillares limpios y el ladrillo a la vista.

## Descripción
La planta primitiva de la iglesia es de tres naves, teniendo la central el doble de anchura que las laterales, sin crucero, con cabecera de tres capillas de tramo recto y ábsides semicirculares. En el exterior, una torre cuadrada de ladrillo y con tres cuerpos emerge sobre el primer tramo de la nave central. El primer cuerpo es macizo, teniendo los dos restantes ventanas. En el segundo cuerpo éstas tienen un arco de herradura con un adorno de friso dentado sobre el mismo, y en el tercero se encuentran irregularmente distribuidas y adornadas. En el interior destacan los capiteles, con una labor escultórica de primera calidad de la misma escuela que los de la primera época de San Isidoro de León, siendo de especial mención el conocido popularmente como "de las siete monjas", y una imagen de Cristo crucificado atribuida a Gregorio Fernández.
En el alzado se diferencian la parte de sillería, de comienzos del siglo XII, y la de ladrillo, de finales de la misma centuria:

### Obra en piedra
A esta primera época corresponde la cabecera, con sus tres capillas de tramo recto y hemiciclo, más adelantada la central que las laterales. Del ábside central se abren tres ventanas de arco de medio punto flanqueadas por columnas, y de los laterales, construidos en piedra hasta muy cerca de los aleros, solamente se abre una sencilla ventana en cada uno de ellos. En el exterior del ábside central se pueden observar cuatro columnas de refuerzo con capiteles esbozados y mal escuadrados.
Del cuerpo de la iglesia se construyó en piedra la arquería de separación de la nave Sur. Esta cuenta con dos arcos de medio punto, que se apoyan en pilares cuadrados. Los de los extremos tienen una decoración más elaborada y medias columnas adosadas en todos sus frentes, mientras que el central es más sencillo y sólo presenta semicolumnas en el sentido longitudinal. Sobre el último pilar del Sur arranca un arco perpiaño para sostener la bóveda de la nave central. La organización de la arquería de separación de naves del lado norte debería ser idéntica, pero la obra quedó inconclusa. También pertenece a este periodo constructivo el muro del lado sur.

### Obra en ladrillo
El resto del templo se construyó en ladrillo, según la técnica iniciada en San Tirso de Sahagún. Se completaron los ábsides laterales con una cornisa de ladrillo. En el central se levantaron una serie de ocho arquillos de medio punto, doblados, que se apoyan alternativamente en los capiteles de las columnas o en repisas de piedra. Encima hay otra arquería baja de arcos también de medio punto y doblados. El ábside central está rematado por una moldura dentada y una cornisa.
Al interior, los ábsides se cubren con cascarones de ladrillo, y bóvedas de medio cañón en las partes rectas de la capilla. Además el central se abre a la nave con un arco de ladrillo apuntado. Las partes altas de los muros de la nave central son también de ladrillo, recuadrados, con pequeñas ventanas en la parte más alta. Se cubre la nave central con dos tramos cuadrados de bóvedas de ojivas; uno ocupando toda la parte de las dos arcadas de piedra, y el otro a los pies, sobre dos grandes arcos apuntados. En la nave septentrional se sustituyó la arquería de separación por una ciega con estrechos arcos de ladrillo recuadrados.
Al exterior, sobre los tejados de las naves laterales, también hay pequeños recuadros de ladrillo que enmarcan las minúsculas ventanas.

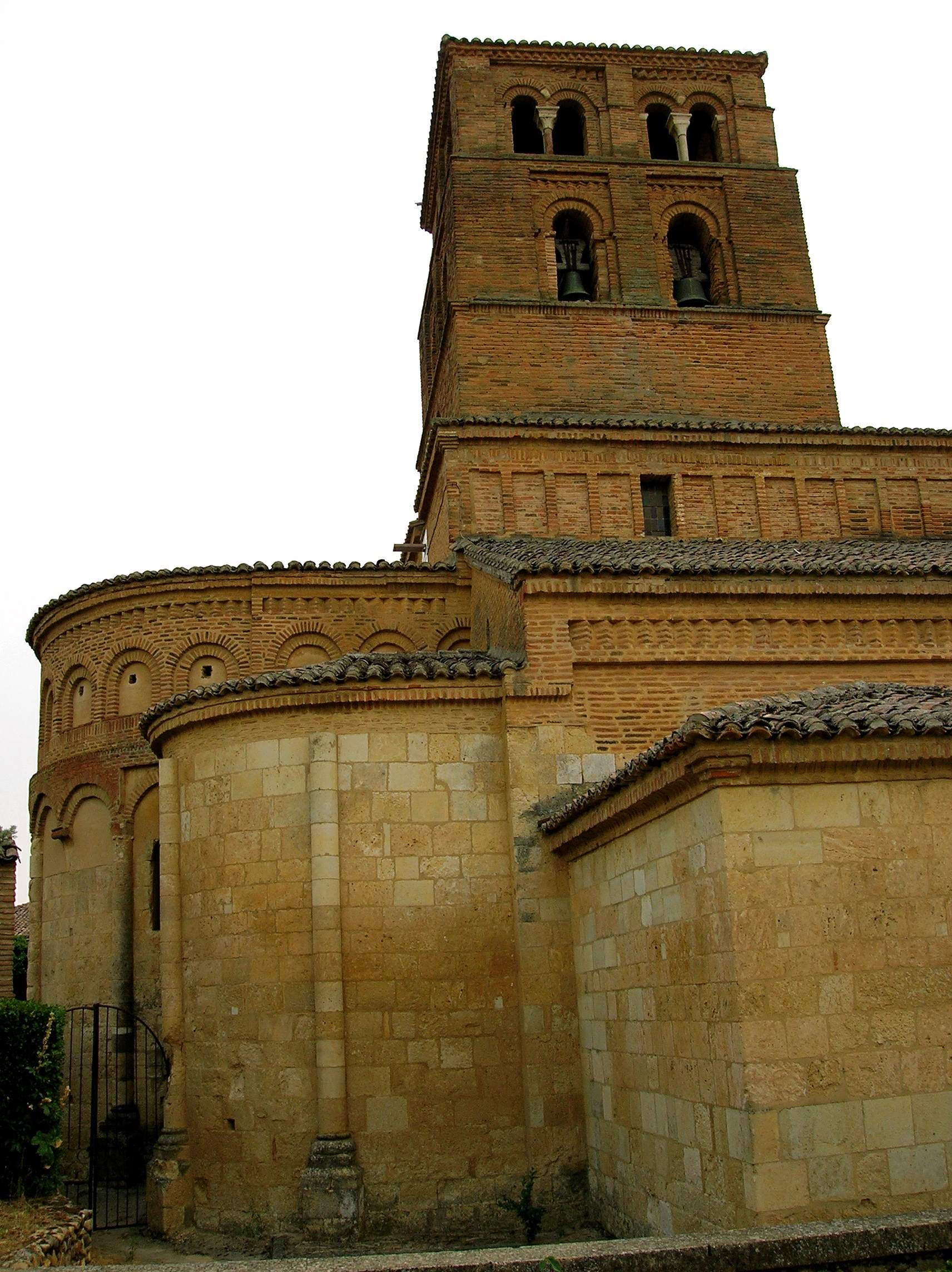
Torre-campanario y ábsides, de estilo románico.
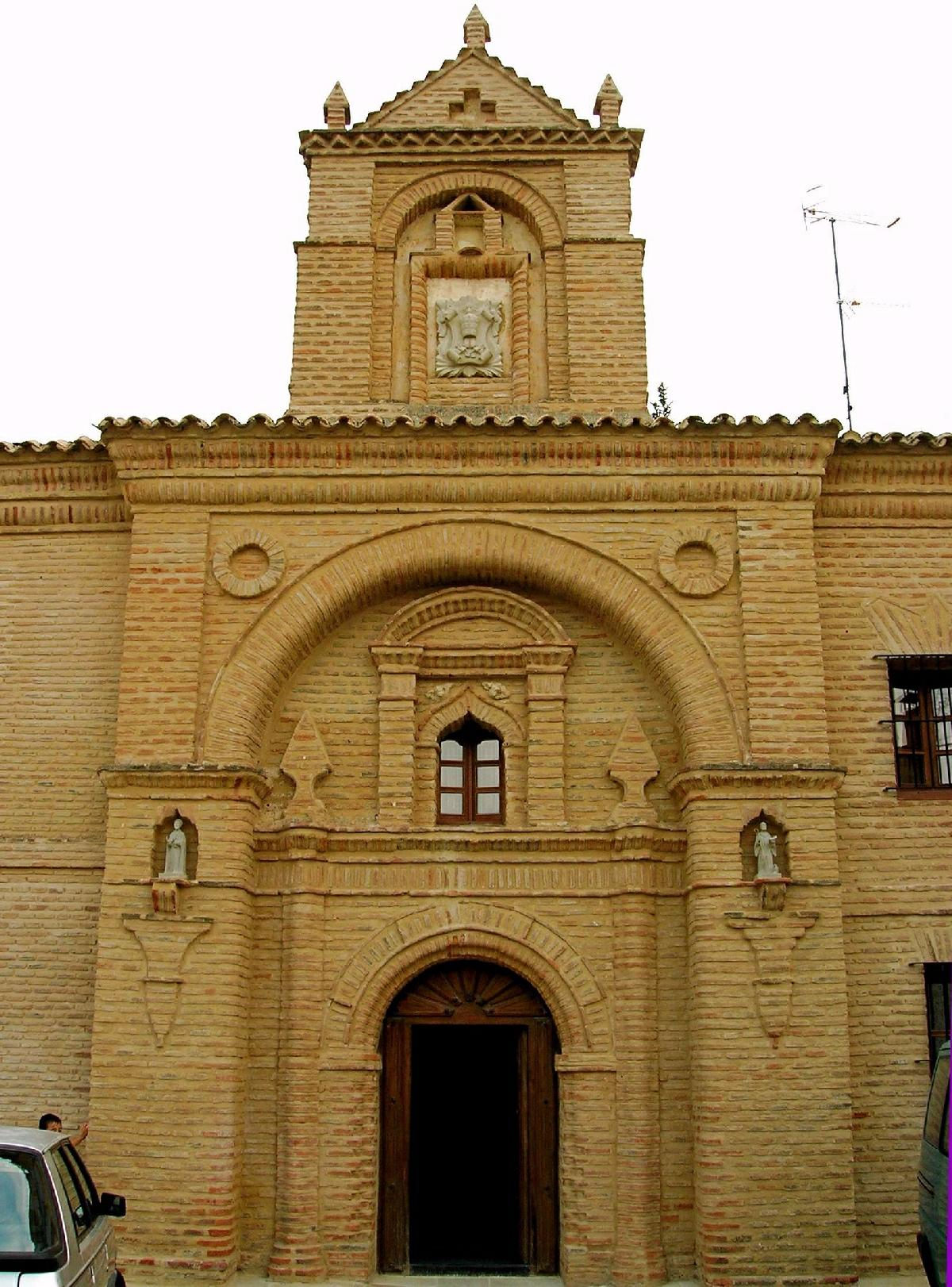
Entrada al edificio monacal del siglo XVIII.
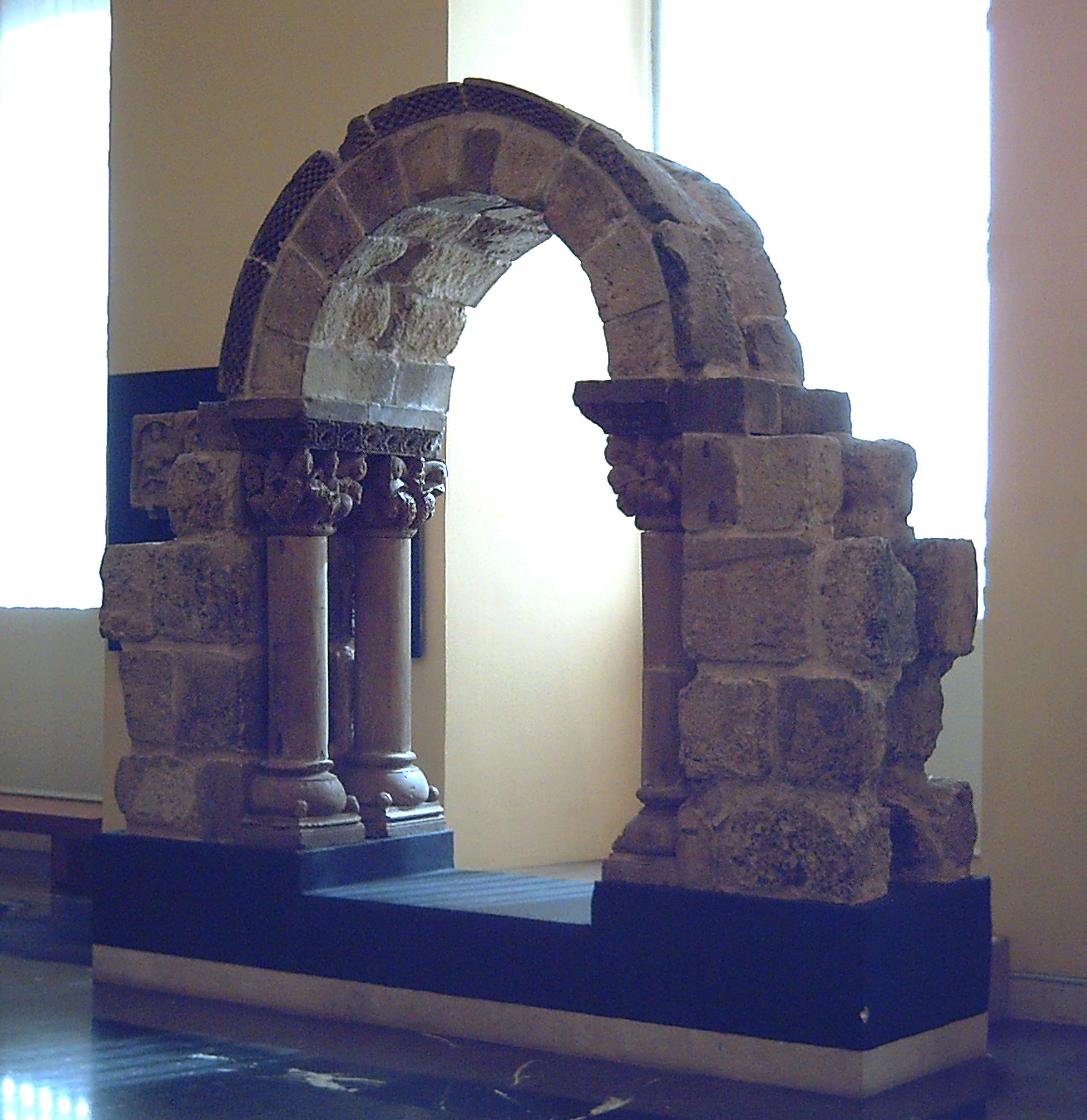
Arco románico conservado en el Museo Arqueológico Nacional.